# Häradsdomare
Häradsdomare är en tjänstebenämning som använts i det svenska och finska rättsväsendet sedan medeltiden. Benämningen används som en hederstitel i Finland, men i Sverige används inte titeln längre officiellt.

## Medeltiden
Häradsdomaren är en i kung Kristofers landslag omnämnd tjänsteman, som utövade en av häradshövdingen delegerad domarmyndighet. Sedan lagen lämnat föreskrift rörande häradshövdings tillsättande, följer ett stadgande av innehåll, att häradsdomare skall svärja samma ed som häradshövding; i annat fall skall häradshövding svara och böta för alla hans domar, som om han det själv dömt hade, varemot, om domaren svurit, han skall svara och böta själv, om han orätt dömer. Detta tillägg finns visserligen inte i Magnus Erikssons landslag, men det är tydligt att, då det där (þgm. B. 16) stadgas: "Huar þings dagh agher hæræzhöfþonge, ællær þen han hauer sin dom i hænder sat, til þings koma a rættum þings staþ", den i Kristofers landslag omtalade häradsdomaren åsyftas. Ett sådant överlåtande av utövningen av domarmyndigheten - av vilket visserligen spår förekommer redan i Götalagarna – blev senare ytterst vanligt och föranledde stora missbruk.

## Domstolsreformen 1680
Genom domstolsreformen 1680 tvingades häradshövdingen att själv att tjänstgöra. Kort därefter förlorade nämndemännen sin personliga rösträtt vid domavkunnandet, något som fastslogs i 1734 år slag. 1734 års lag stadgar i Rättegångsbalken 1:9 stadgar: "Låter domare utan lof någon i sitt ställe döma, miste ämbetet".

## Hederstitel
Häradsdomaren blev därefter den främste bland nämndemännen, utsedd av häradshövdingen bland dessa med uppgift att biträda vid fördelningen av tjänstgöringen i nämnden. Ännu fram till rättegångsreformen 1971 kvarlevde emellertid benämningen häradsdomare, men då blott som en hederstitel, vilken av häradshövdingen tilldelades en ledamot av häradsnämnden, vanligen den äldste. I dag är det en inofficiell hederstitel för en tingsrätts till tjänsteåren äldste nämndeman. I Finland är titeln häradsdomare (finsk herastuomari) i bruk som hederstitel för långvariga nämndemän.